# 22873 Хетерхолт
22873 Хетерхолт (22873 Heatherholt) — астероїд головного поясу, відкритий 7 вересня 1999 року.
Тіссеранів параметр щодо Юпітера — 3,492.